# Fageol

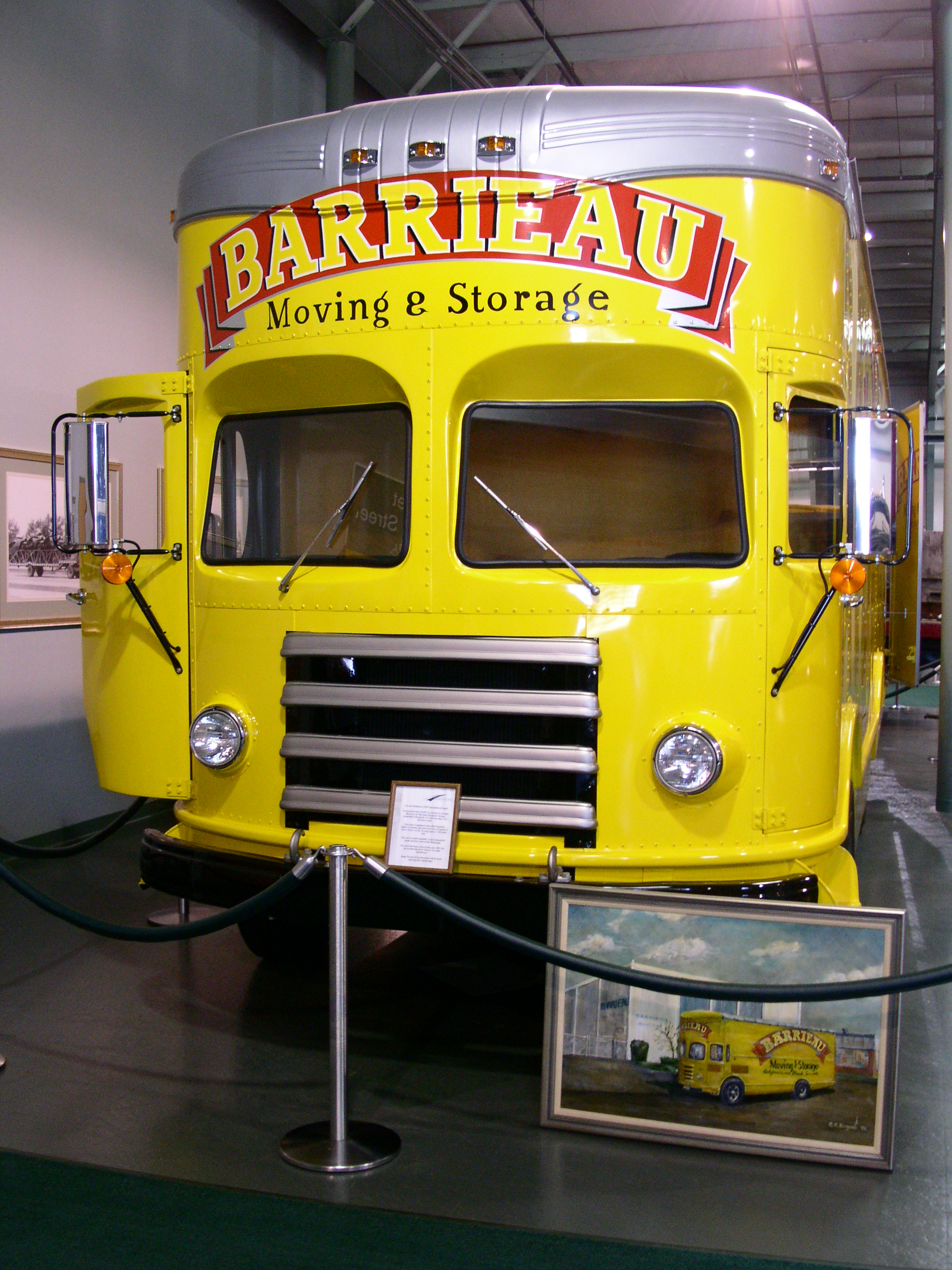
Een van de eerste Fageol bussen

Fageol was een Amerikaans autobedrijf. Het was het eerste bedrijf dat een autobus bouwde en daar een speciale motor voor ontwikkelde.
Fageol werd in 1916 opgericht door de gebroeders Fageol. In 1927 hernoemden ze het bedrijf naar Twin Coach en vestigden zich in Kent, Ohio. Het doel van de gebroeders Fageol was het maken van een bus die niet zou omvallen tijdens het maken van een bocht. Hun bus had een brede wielbasis en lag laag bij de grond, wat ook makkelijker was voor de passagiers. Omdat de bussen zo veilig waren werden ze al snel "Safety Coach" (in het Nederlands: "veilige bus") genoemd. Toen het bedrijf werd omgedoopt tot Twin Coach werd ook de uitvoering van de bussen enigszins aangepast. Er werd een extra motor in de bus gezet waardoor hij veel meer passagiers kon vervoeren en hogere snelheden kon behalen.